# Museau
Pour les articles homonymes, voir Museau (homonymie).
Le museau est un type d'appendice nasal présent chez les vertébrés, principalement chez la plupart des mammifères ainsi que chez certains poissons et crocodiliens. Comprenant à la fois la gueule et l'entrée de l'appareil respiratoire (que ce soit un nez ou un rhinarium), cette partie antérieure de la tête s'appelle surtout ainsi quand celle-ci est pointue et saillante.
Le museau de certains mammifères, particulièrement chez les ruminants, se termine par le mufle, constitué de la lèvre supérieure et des naseaux[réf. nécessaire]. Parmi les ruminants possédant un mufle, il y a le bœuf, l'antilope, le cerf, le daim, le chevreuil… Le renne, la chèvre, la girafe... n'en n'ont pas[réf. nécessaire].

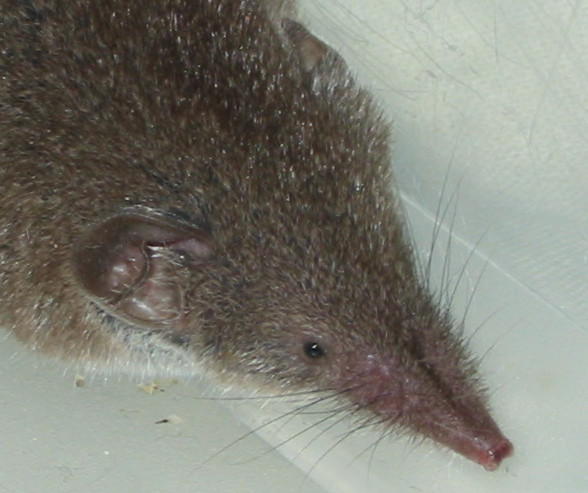
Museau de la Musaraigne musette.
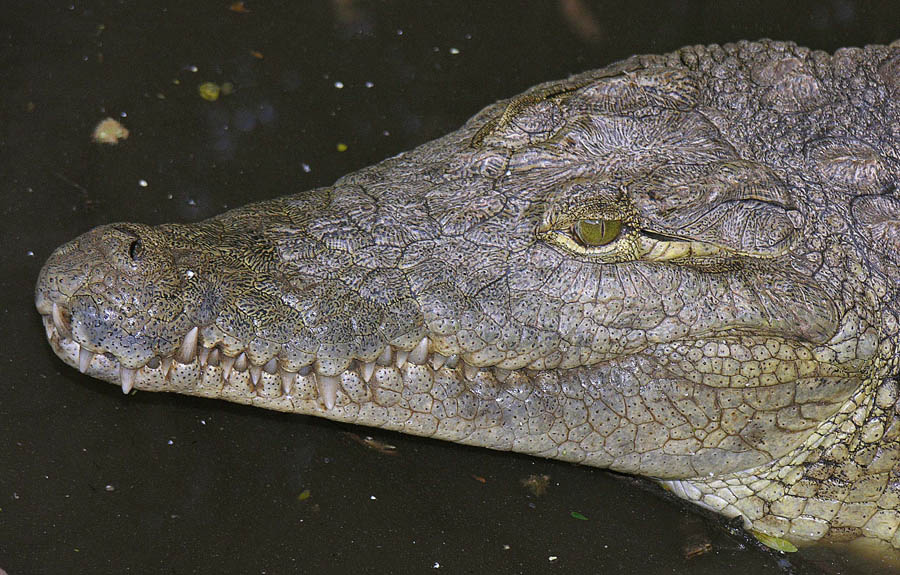
Museau du Crocodile du Nil.
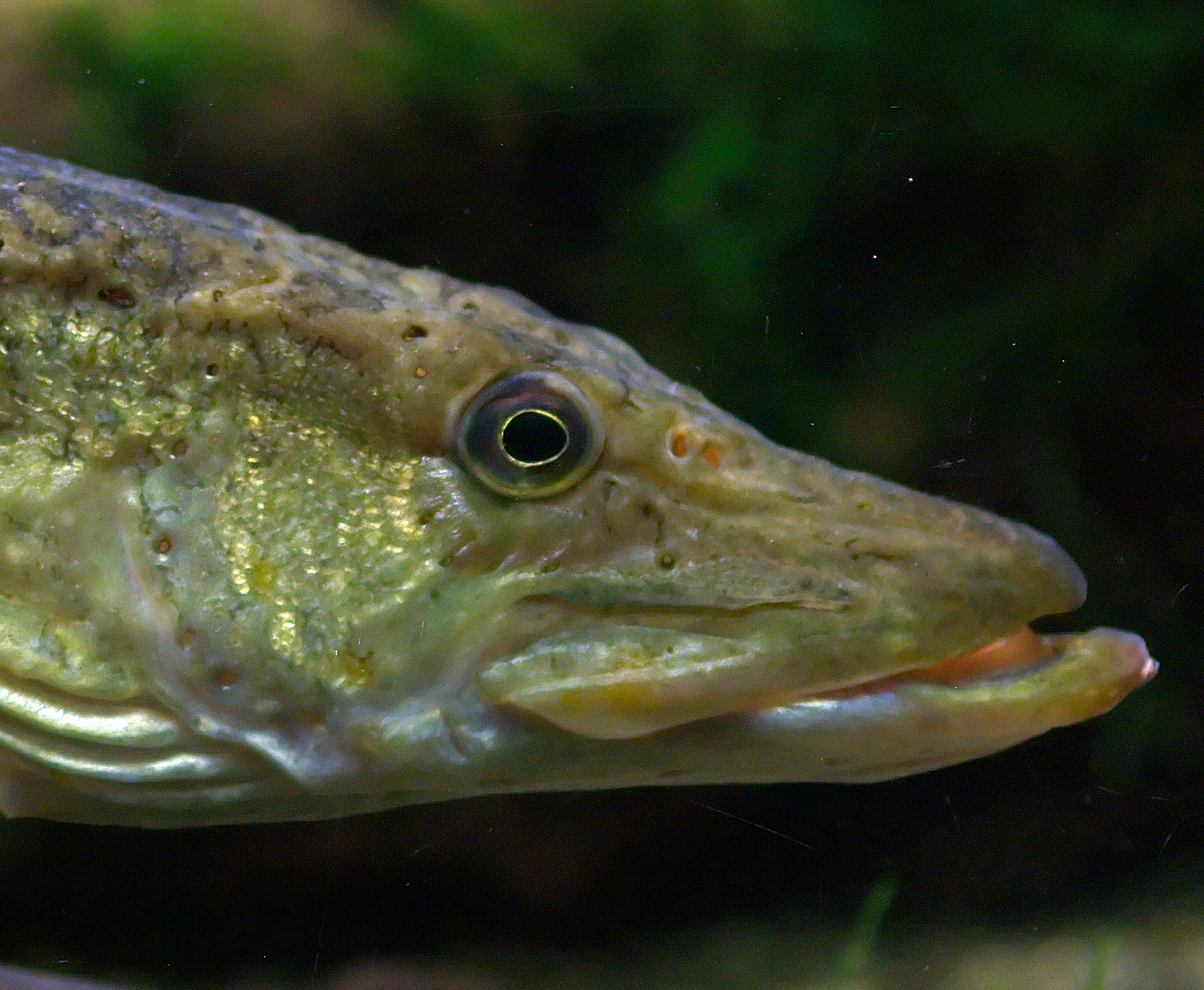
Museau du Grand brochet.

## Gastronomie
En gastronomie, le museau est une découpe (en) de charcuterie issue de la partie du même nom, provenant surtout du bœuf et du porc.